# 蜂須賀正利
蜂須賀 正利（はちすか まさとし）は、戦国時代の武将。尾張国に力を持つ国人領主であった。蜂須賀正成の次男。正室は某氏、継室は大橋定広の娘。

## 略歴
諸系図によれば蜂須賀氏は斯波氏の支流として清和源氏の末裔を称し、尾張守護の斯波義重に従って尾張国に入り、海東郡蜂須賀村（現在のあま市）を代々領した。同村にある蜂須賀城主の蜂須賀正永（広秋）は祖父、父正成はその次男にあたる。
正成は尾張守護家に仕えていたが、動乱により一族は別れた。長男正忠は三河国に流れたか、または織田信秀に仕えたらしい。後年その子正刻（政刻）は松平家康に仕え、本多忠勝与力となっている。次男正利の子が正勝で、『藩翰譜』によれば、正利は蜂須賀100貫の地を知行を兼ね、北尾張の被官を務めたという。
『蜂須賀家記』によれば、正利は初め濱姓を名乗り、次に斎藤姓を、蜂須賀村に200貫の知行を得て、蜂須賀姓にしたとある。
斯波氏の凋落後は、正利の家族は美濃国の戦国大名斎藤道三に従ったが、一時期、織田信秀に従ったことがあり、信秀と不仲になって蜂須賀城を追われ、尾張宮後村（宮後城）に住むようになり、再び道三に与したという。
小和田哲男は『豊臣秀吉』で、『武功夜話』にある豊臣秀吉の父木下弥右衛門が村長として蜂須賀小六に仕えた話を紹介し、その縁で秀吉は放浪時代に蜂須賀氏と関係があった可能性を示している。